# Premier Division 1996-1997 (Irlanda)
La stagione 1996-1997 è stata la settantaseiesima edizione della League of Ireland, massimo livello del calcio irlandese.

## Squadre partecipanti

### Allenatori
| Club           | Allenatore        |
| -------------- | ----------------- |
| Bohemians      | Turlough O'Connor |
| Bray Wanderers | Pat Devlin        |
| Cork City      | Dave Barry        |
| Derry City     | Felix Healy       |
| Dundalk        | John Hewitt       |
| Finn Harps     | Charlie McGeever  |

| Club            | Allenatore        |
| --------------- | ----------------- |
| Home Farm       | Dermot Keely      |
| Shamrock Rovers | Pat Byrne         |
| Shelbourne      | Damien Richardson |
| Sligo Rovers    | Nicky Reid        |
| St Patrick's    | Pat Dolan         |
| UCD             | sconosciuto       |

## Classifica finale
|  | Pos. | Squadra         | Pt | G  | V  | N  | P  | GF | GS | DR  |
|  | ---- | --------------- | -- | -- | -- | -- | -- | -- | -- | --- |
|  | 1.   | Derry City      | 67 | 33 | 19 | 10 | 4  | 58 | 27 | +31 |
|  | 2.   | Bohemians       | 57 | 33 | 16 | 9  | 8  | 43 | 32 | +11 |
|  | 3.   | Shelbourne      | 54 | 33 | 15 | 9  | 9  | 52 | 36 | +16 |
|  | 4.   | Cork City       | 54 | 33 | 15 | 9  | 9  | 38 | 24 | +14 |
|  | 5.   | St Patrick's    | 53 | 33 | 13 | 14 | 6  | 45 | 33 | +12 |
|  | 6.   | Sligo Rovers    | 47 | 33 | 12 | 11 | 10 | 43 | 43 | 0   |
|  | 7.   | Shamrock Rovers | 43 | 33 | 10 | 13 | 10 | 43 | 46 | -3  |
|  | 8.   | UCD             | 43 | 33 | 12 | 7  | 14 | 34 | 39 | -5  |
|  | 9.   | Finn Harps      | 39 | 33 | 10 | 9  | 14 | 41 | 43 | -2  |
|  | 10.  | Dundalk         | 36 | 33 | 9  | 9  | 15 | 32 | 50 | -18 |
|  | 11.  | Bray Wanderers  | 23 | 33 | 5  | 8  | 20 | 30 | 59 | -29 |
|  | 12.  | Home Farm       | 19 | 33 | 3  | 10 | 20 | 26 | 53 | -27 |

Legenda:

         Campione d'Irlanda 1996-1997 e qualificata in UEFA Champions League 1997-1998
         Vincitrice della FAI Cup e qualificata in Coppa delle Coppe 1997-1998
         Qualificate in Coppa UEFA 1997-1998
         Qualificate in Coppa Intertoto 1997
         Retrocesse in First Division 1997-1998
Note:
Tre punti a vittoria, uno a pareggio, zero a sconfitta.

## Risultati

### Spareggi promozione/salvezza
|               |     |               | Città e data |
| ------------- | --- | ------------- | ------------ |
| Dundalk       | 3-0 | Waterford Utd | 1997         |
| Waterford Utd | 1-0 | Dundalk       | 1997         |

## Statistiche

### Squadre
| Record - Maggior numero di vittorie: Derry City (19) - Minor numero di sconfitte: Derry City (4) - Miglior attacco: Derry City (58) - Miglior difesa: Cork City (24) - Miglior differenza reti: Derry City (+31) - Maggior numero di pareggi: St Patrick's (14) - Minor numero di vittorie: Home Farm (3) - Maggior numero di sconfitte: Bray Wanderers e Home Farm (20) - Peggiore attacco: Home Farm (26) - Peggior difesa: Bray Wanderers (59) - Peggior differenza reti: Bray Wanderers (-29) |